# Jack Burke (wielrenner)
Jack Burke (12 juni 1995) is een Canadees voormalig wielrenner.

## Carrière
Als junior won Burke in 2013 de individuele tijdrit in de Ronde van Abitibi. Een dag later testte hij positief op hydrochloorthiazide, een verboden middel. Op basis van die positieve test werd hij geschorst en uit de uitslag geschrapt. Na een rechtszaak bleek dat de stof door het water dat Burke dronk zijn lichaam in was gekomen en werd zijn dopingstraf tenietgedaan. Zijn overwinning (en zijn tweede plaats op het nationale kampioenschap tijdrijden van een maand eerder) kreeg hij echter niet terug. Later dat jaar werd hij nog negentiende op het wereldkampioenschap tijdrijden. In 2014 werd hij, samen met Simon Fothergill, Adam Jamieson en William Elliot, derde in de ploegenachtervolging tijdens de nationale kampioenschappen op de baan.
In 2017 won Burke het jongerenklassement van zowel de Grote Prijs van Saguenay als dat van de Ronde van Alberta, werd hij tweede in dat van de Joe Martin Stage Race, dat van de Ronde van Beauce en dat van de Cascade Cycling Classic en werd hij derde in dat van de Ronde van de Gila. Op het wereldkampioenschap werd hij laatste in de tijdrit voor beloften.

## Overwinningen
2013
3e etappe Ronde van Abitibi
2017
Jongerenklassement Grote Prijs van Saguenay
Jongerenklassement Ronde van Alberta
2018
2e etappe Ronde van Beauce

## Ploegen
- 2016 –  H&R Block Pro Cycling
- 2017 –  Aevolo
- 2018 –  Jelly Belly p/b Maxxis
- 2019 –  Leopard Pro Cycling
- 2020 –  Team Vorarlberg Santic
- 2021 –  Union Raiffeisen Radteam Tirol
- 2022 –  Union Raiffeisen Radteam Tirol (t.m. 16 januari)
- 2022 –  Team Felbermayr-Simplon Wels (v.a. 17 januari)

Burke · Etxabe · Gervais · Haidet · Hecht · Hernandez · Mostov · Saltzman · Stites · Villalobos
Burke · Castillo · Corella · Fisher · Jorgenson · McGeough · Rathe · Sheehan · Shelden · Swirbul · White · Wolfe